# Hydra (D97)
Hydra (grekiska: ΒΠ Ύδρα) var en grekisk jagare av Dardo-klass som tjänstgjorde i grekiska flottan under de tidiga stadierna av andra världskriget. Hon namngavs efter ön Hydra i Egeiska havet som spelade en viktig roll i den grekiska frihetskriget. Hon var det fjärde fartyget att bära detta namn.
Hon byggdes i Sestri Ponente, Italien av Cantieri Odero och sattes i tjänst hos den grekiska flottan 1933. Efter grek-italienska krigets utbrott deltog hon i den första sjöräden mot den italienska sjöfarten i Otrantosundet (14-15 november 1940). Under den tyska invasionen av Grekland blev hon attackerad av tyska bombplan den 22 april 1941 och sjönk nära ön Lagousa i Saroniska bukten tillsammans med sin befälhavare kommendörkapten Th. Pezopoulos och 41 medlemmar av hennes besättning.